# بينراين لانفير ين نيوبل (أنغلزي)
بينراين لانفير ين نيوبل (بالإنجليزية: Penrhyn, Llanfair-yn-Neubwll)‏ هي منطقة سكنية تقع في ويلز في أنغلزي.